# Snapchat
Snapchat är en fotodelnings- och multimediaapp för bärbara enheter med iOS och Android. Appen lanserades 2011 och skapades av Evan Spiegel, Bobby Murphy och Reggie Brown när de var studenter på Stanford University.

## Funktioner
Användare kan ta bilder eller spela in videoklipp och sedan lägga på filter, stickers, text eller rita på dem. Dessa kallas "snaps" och kan sedan skickas till vänner eller läggas upp på användarens "story". Användaren kan välja hur länge mottagare kan visa deras snaps, mellan 1 och 10 sekunder, varefter bilden försvinner från mottagarens skärm såvida denna inte valt att ta en skärmdump, varav personen som skickade snapen kan se att mottagaren tagit en skärmdump. Om bilden inte visats för mottagaren sparas den i trettio dagar innan den försvinner. Man kan även spara en snap i chatten vilket gör att snapen sparas permanent där. 
I juni 2017 släppte Snapchat en ny funktion vid namnet "Snap map" (på svenska ofta kallad "snapkartan") där man kan se var ens vänner befinner sig.
I listan över vänner i Snapchat kan det bredvid vännens namn visas en emoji eller vänskapsemoji. Vänskapsemoji visas endast för användaren. De olika vänskapsemojierna visas beroende på hur eller hur mycket man "snapar" med personen. Det går inte att söka upp någon på Snapchat utan personens användarnamn.

## Företagsfakta
Snapchat skapades av studiekompisarna Reggie Brown, Evan Spiegel och Bobby Murphy. Brown uteslöts efter en tid ur företaget, men stämde sedan de övriga två för att ha stulit hans idé. Efter en privat förlikning med Snapchat räknas Reggie Brown numera officiellt som en av grundarna.
Företaget har en värdering på 10–20 miljarder amerikanska dollar, vilket motsvarar 80–160 miljarder svenska kronor. Snapchat har nobbat uppköpsförsök från både Facebook och Google. Snapchat är särskilt populärt bland ungdomar och att använda tjänsten har blivit ett verb; ”snapa”.

## Statistik
I maj 2015 uppgav Evan Spiegel att applikationen hade nästan 100 miljoner dagliga användare och i november 2015 rapporterades det att Snapchat hade nästan 6 miljarder videovisningar per dag.
Enligt en svensk undersökning 2022 hade 38 procent av de svenska internetanvändarna använt Snapchat under det senaste året, varav 24 procent gjorde det varje dag. Användningen ökade kraftigt under de första åren; år 2015 år låg den dagliga användningen på 13 procent. Sedan 2018 tycks tillväxten ha avtagit något. Användningen är överlägset störst bland yngre internetanvändare, bland personer födda på 00-talet hade 86 procent år 2022 använt Snapchat under det senaste året och 76 procent använde det varje dag. Bland de födda på 40-talet och äldre låg användningen på någon enstaka procent. Samma undersökning visade år att Snapchat var det sociala medium som flest födda på 00-talet använde på daglig basis. De vanligaste aktiviteterna bland Snapchatanvändarna var 2022 att snappa och chatta med personer man kände i verkliga livet (86 %) följt av att följa vänner och familj (50 %), ta selfies (35 %)och följa var familj och vänner befann sig på snapkartan (31 %).